# Oberhofen am Irrsee
Oberhofen am Irrsee är en ort och kommun i Österrike. Den ligger i distriktet Vöcklabruck i förbundslandet Oberösterreich, 230 kilometer väster om huvudstaden Wien. 
Kommunen består av 20 orter (Ortschaften) (inom parentes invånarantal 1 januari 2024):

- Berg (38)
- Brunnberg (18)
- Eichenweg (93)
- Fischhof (50)
- Gegend (153)
- Gewerbegebiet-Salzweg (3)
- Haslach (23)
- Haslau (6)
- Höhenroith (55)
- Laiter (184)
- Oberhofen am Irrsee (180)
- Obernberg (96)
- Rabenschwand (203)
- Römerhof (152)
- Salzweg (139)
- Schoibern (18)
- Schweibern (38)
- Steinbach (24)
- Stock (29)
- Wegdorf (217)